# Together Again (chanson de Mike Candys)
Pour les articles homonymes, voir Together Again.
Singles de Mike Candys
People Hold On
(2009) One Night in Ibiza
(2011)
Singles par Evelyn
What Do You Love
(2011) One Night in Ibiza
(2011)
Together Again est une chanson du DJ suisse Mike Candys sorti le 27 août 2010. On retrouve la participation vocale de la chanteuse Evelyn. Extrait du premier album studio de Mike Candys Smile, la chanson a été écrite par Michael Kull (Mike Candys), Evelyn Zangger et produite par Michael Kull & Christoph Spörri (Christopher S.). Le single atteint le top 20 en Suisse.

## Clip vidéo
Le clip vidéo sort le 14 décembre 2010 sur YouTube, elle a été visionnée plus de 800 000 fois On y voit la chanteuse Evelyn Zangger et Mike Candys se préparant respectivement dans leur appartement pour une soirée dans une boite de nuit, animé par Mike Candys.

## Liste des pistes
Digital
1. Together Again (Club Mix)		5:23
2. Together Again (Christopher S Remix)		5:59
3. Together Again (Jack Holiday Remix)		5:36
4. Together Again (Organ Club Mix)		5:37
5. Together Again (Christopher S Radio Edit)		3:01

## Classement par pays
| Classement (2012)            | Meilleure position |
| ---------------------------- | ------------------ |
| Suisse (Schweizer Hitparade) | 13                 |
| France (SNEP)                | 95                 |